# Histoire de l'esclavage sexuel aux États-Unis

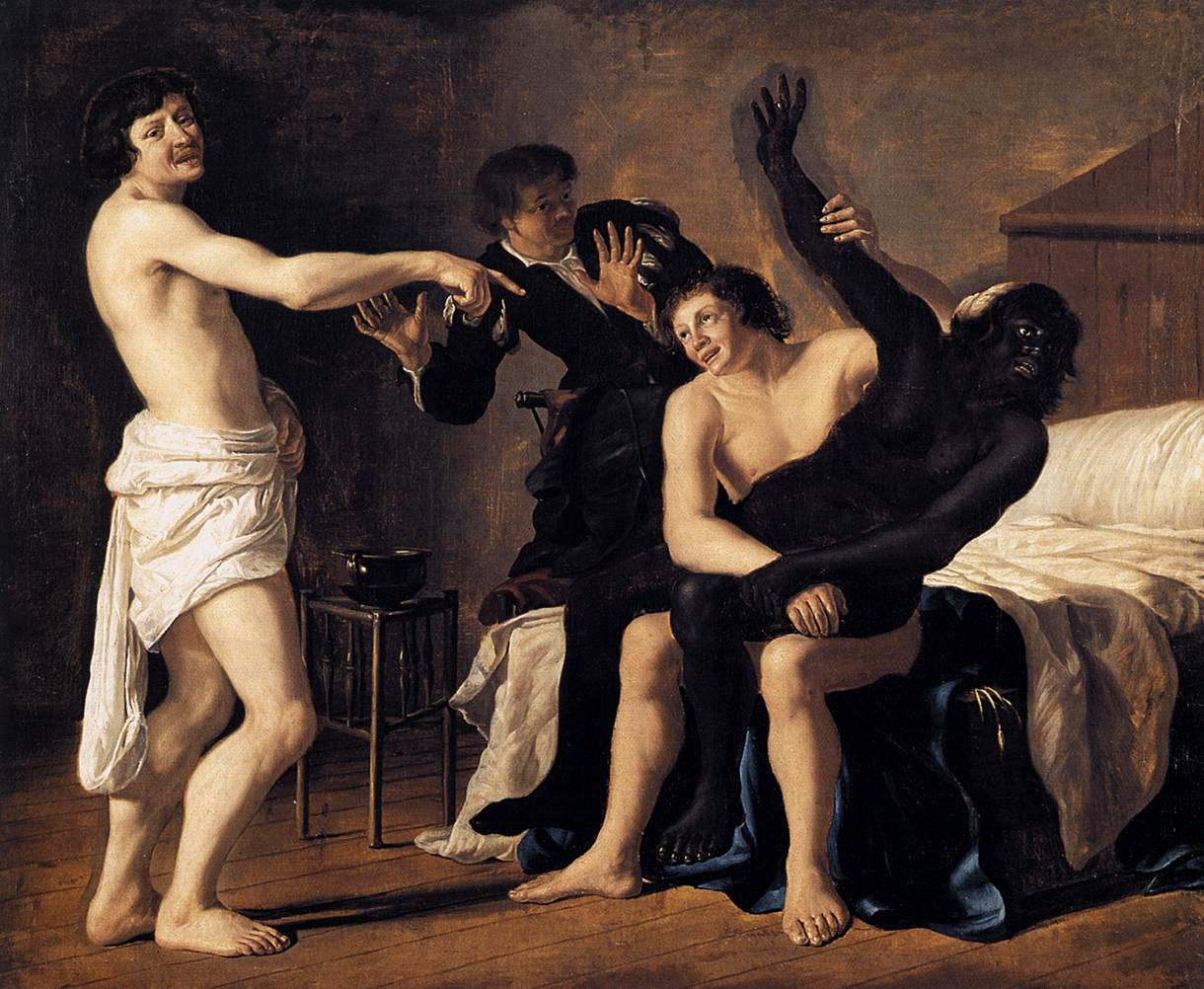
Trois jeunes hommes blancs et une femme noire, (1632) de Christiaen van Couwenbergh.

L'histoire de l'esclavage sexuel aux États-Unis renvoie à l'histoire de l'esclavage à des fins d'exploitation sexuelle sur le territoire des États-Unis.
Les esclaves afro-américaines ont été victimes de viols systématiques ou forcées d'avoir des enfants avec d'autres esclaves. Les premiers colons venus aux États-Unis étaient principalement masculins et certains employaient la contrainte pour trouver des épouses.
Depuis l'an 2000, aux termes de la loi fédérale, une personne prostituée est considérée comme une victime de traite humaine si elle a moins de 18 ans ou si elle est sous l'empire de la violence, d'une fraude ou de la coercition.

## Premiers siècles
Certains soutiennent que, dès les années 1490, Christophe Colomb ouvre un commerce d'esclaves sexuels à Hispaniola, où étaient proposées des esclaves dès l'âge de neuf ans,,. Après vingt-cinq années de colonisation, la population native d'Hispaniola décline : ses membres meurent en esclavage, par les massacres ou par les maladies.
En revanche, d'autres pensent que cette affirmation émane d'une mauvaise lecture des sources premières. Colomb ne fait pas allusion à la vente d'esclaves, mais aux atrocités commises par une faction rebelle. Il poursuit son récit avec ce commentaire : « Je déclare solennellement qu'un grand nombre d'hommes qui sont allés aux Indes ne méritaient pas le baptême aux yeux de Dieu, et ils retournent y vagabonder ».

## À l'ère de l'esclavage
Dès les premiers temps de la traite d'esclaves africains dans les colonies d'Amérique du Nord, ceux-ci sont souvent considérés comme des biens meubles plutôt que comme des personnes. La pratique du plaçage, système formalisé de concubinage chez les femmes esclaves et chez les gens de couleur libres, se développe en Louisiane, surtout à la Nouvelle-Orléans, au XVIIIe siècle.
La reproduction des esclaves (slave breeding) désigne les efforts de leurs propriétaires pour multiplier le nombre de leurs esclaves afin d'en tirer bénéfice. À cette fin, les hommes et femmes esclaves sont forcés d'avoir des relations sexuelles, les grossesses sont encouragées et le propriétaire lui-même a des relations avec ses femmes esclaves afin d'augmenter les naissances ; les femmes esclaves qui ont beaucoup d'enfants sont favorisées. Dans son livre The Negro Family, l'historien Edward Franklin Frazier déclare que « il y avait des maîtres qui, sans tenir compte des préférences de leurs esclaves, organisaient des accouplements dans leur cheptel humain de la même manière qu'envers leur bétail ». L'ancienne esclave Maggie Stenhouse remarque que « pendant l'esclavage, il y avait des étalons. Ils étaient pesés et mis à l'épreuve. Un homme louait un étalon et le mettait dans une pièce avec des jeunes femmes car il désirait qu'elles aient des enfants ».
Les esclaves concubines étaient les seules femmes dont le prix dépassait celui des esclaves masculins qualifiés.

### Cas de la Louisiane

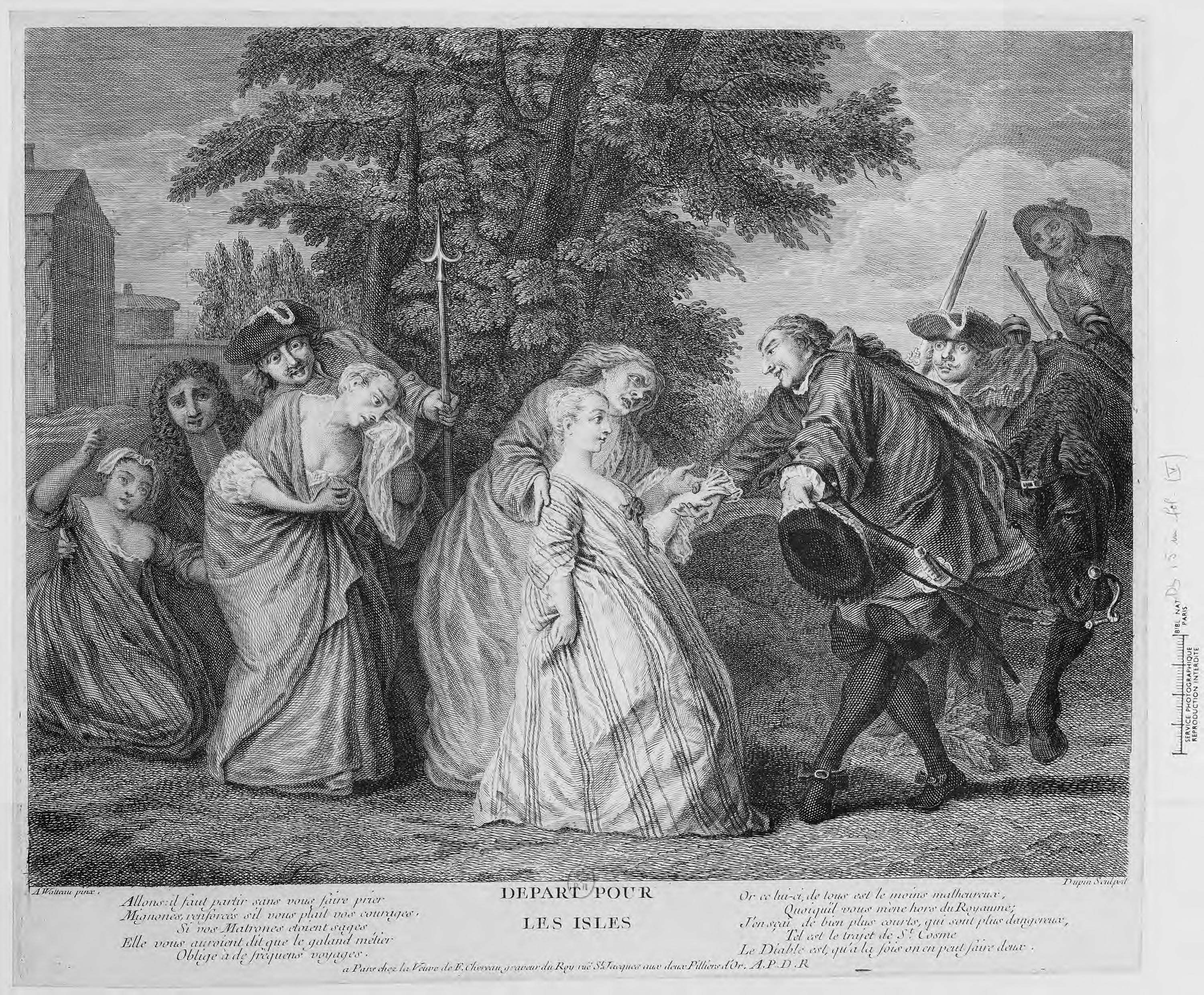
Gravure montrant des « femmes de réconfort » qui embarquent malgré elles pour les Amériques.

Le système du plaçage est développé à cause de la surreprésentation des hommes blancs parmi les premières populations coloniales, qui prennent leurs épouses chez des habitantes natives du continent ou chez les Africaines réduites en esclavage. Les femmes européennes sont rares car les premiers colons et explorateurs sont des hommes. Compte tenu des conditions de vie difficiles en Louisiane, les femmes n'acceptaient pas volontiers d'y suivre les hommes. La France y envoie des femmes condamnées ainsi que leurs époux ruinés et, en 1719, déporte 209 femmes « criminelles » « dont le caractère les dispose à être envoyées dans la colonie française de Louisiane ».

## Après l'émancipation
Après l'émancipation des esclaves, de nombreux États votent des lois anti-métissage, qui interdisent les « mariages interraciaux » entre les blancs et les non-blancs. Toutefois, ces lois n'ont pas empêché certains hommes blancs de profiter de leur position sociale envers les femmes noires sous le régime des lois Jim Crow.
Les femmes chinoises issues du peuple tanka sont vendues depuis Guangzhou pour devenir des prostituées auprès de la communauté chinoise masculine implantée aux États-Unis. Pendant la ruée vers l'or en Californie à la fin des années 1840, les marchands chinois ont convoyé des milliers de jeunes filles chinoises, y compris des bébés, depuis la Chine vers les États-Unis, où elles étaient vendues comme esclaves sexuelles dans les quartiers chauds de San Francisco. Il était possible d'acquérir des jeunes filles pour l'équivalent de 40 dollars (soit 1 104 dollars en 2013) à Guangzhou, puis les revendre 400 dollars (soit 11 040 dollars en 2013) sur le sol américain. Nombre de ces jeunes filles sont contraintes de développer une dépendance à l'opium et d'exercer comme prostituées pendant le restant de leurs jours,.
Quelques captives des tribus natives, exploitées comme esclaves, ne sont pas émancipées, contrairement aux Afro-Américains. C'est le cas de la « femme Ute », capturée par des Arapahos puis vendue à un Cheyenne : elle était exploitée comme prostituée auprès des soldats américains stationnés à Canton, dans l'Oklahoma, où elle est restée esclave jusqu'à sa mort vers 1880.

## Traite des Blanches et panique morale

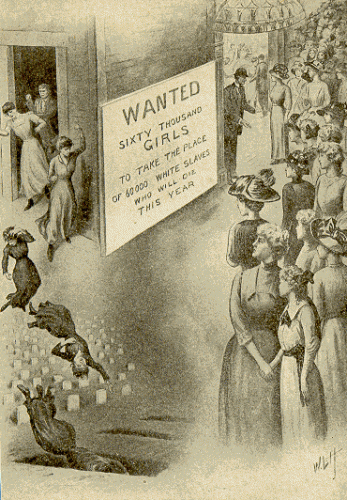
Encart de prévention contre la traite des blanches.

Au XIXe siècle, la plupart des villes américaines ont prévu un quartier chaud, protégé par la loi. Avec le développement de l'urbanisation et l'embauche des jeunes femmes au travail, il est devenu plus facile de courtiser une femme sans la surveillance d'un chaperon. En parallèle de ces évolutions naît une panique au sujet de l'« esclavage blanc » (c'est-à-dire la traite des Blanches), expression désignant les femmes victimes de violence, de pièges ou d'enlèvement à des fins de prostitution,.
De nombreuses communautés nomment des commissions chargées des mœurs pour évaluer l'étendue locale de la prostitution, que les prostituées agissent librement ou qu'elles soient contraintes, et dans quelle mesure ce commerce est organisé par des bandes criminelles. Une autre initiative importante est la fermeture des bordels et des quartiers chauds : entre 1910 et 1913, de nombreuses villes ferment les lieux de tolérance. Pendant les dernières décennies du XIXe siècle se fait jour une opposition croissante contre la prostitution pratiquée ouvertement. Face à cette panique morale, le gouvernement fédéral réagit en promulguant le Mann Act, qui criminalise le transport forcé de femmes non consentantes.
D'après l'historien Mark Thomas Connelly, une collection de livres et de pamphlets apparaissent pour annoncer qu'une conspiration omniprésente et dépravée est à l'œuvre, qu'elle piège et séduit brutalement les filles américaines dans une vie de prostitution forcée, ou d'« esclavage blanc ». Ces histoires sur la traite des blanches commencent à circuler vers 1909. Ces récits mettent en scène des jeunes filles innocentes qui tombent aux mains d'une conspiration immense, secrète et puissante, contrôlée depuis l'étranger.
Des militantes pour le droit de vote des femmes, surtout Harriet Burton Laidlaw et Rose Livingston, travaillent dans le Chinatown de Manhattan et dans d'autres villes pour secourir les jeunes filles blanches et chinoises tombées dans la prostitution forcée et elles soutiennent le Mann Act pour que le trafic sexuel entre États devienne un crime au niveau fédéral. D'autres groupes, comme la Woman's Christian Temperance Union et la Hull House, se concentrent sur les enfants des prostituées et la pauvreté, en s'efforçant d'obtenir des lois protectrices. À New York, la Travelers Aid Society of New York propose des services sociaux aux femmes dans les gares et sur les quais afin de prévenir la traite.
En 1910, le Congrès américain vote le Mann Act, qui criminalise le fait de transporter des femmes entre les États à des fins de . Si l'objectif premier de la loi vise à régler le problème de la prostitution, de l'immoralité et de la traite des êtres humains, surtout quand celle-ci s'inscrit dans la prostitution, l'ambivalence de la formule « buts immoraux » conduit, en pratique, à pénaliser le mariage « interracial » et interdire aux femmes de traverser la frontière d'un État pour s'adonner à des actes moralement réprouvés. Comme de plus en plus de femmes sont victimes de traite depuis l'étranger, les États-Unis votent des lois sur l'immigration pour empêcher des étrangers d'entrer sur le territoire ; c'est ainsi que sont promulgués l'Emergency Quota Act de 1921 et l'Immigration Act of 1924, afin d'empêcher l'afflux de migrants venus d'Europe et d'Asie. À partir de ces lois sur l'immigration dans les années 1920, la traite des êtres humains n'est plus considérée comme un problème majeur avant les années 1990,.

## Trafic sexuel aux États-Unis
En 2000, le Congrès américain vote le Victims of Trafficking and Violence Protection Act of 2000 (TVPA), reconduit sous plusieurs présidences. Le TVPA renforce les services aux victimes de violences, les compétences des organismes chargés d'appliquer les lois pour réduire les violences faites aux femmes et aux enfants, ainsi que la sensibilisation au problème de la traite des êtres humains. Le TVPA prévoit aussi un T visa, permis de séjour octroyé aux victimes de traite, sous certaines conditions. En 2011, le TVPA n'est pas reconduit. Le Département d'État publie chaque année un rapport sur la traite des personnes (Trafficking in Persons Report) qui recense les progrès réalisés aux États-Unis et ailleurs pour éradiquer les réseaux de traite humaine, arrêter les trafiquants et secourir les victimes,,.
Par la loi Act 18 U.S.C. § 1591 (Sex trafficking of children or by force, fraud, or coercion), entrée en vigueur le 3 janvier 2012, les États-Unis interdisent de recruter, d'inciter, d'obtenir, de fournir, de déplacer ou d'héberger une personne, ou de tirer profit de ces activités, quand cette personne est conduite à participer à des actes sexuels tarifés alors qu'elle a moins de 18 ans ou si elle est victime de violence, de fraude ou de coercition,.